# Нивница
Нивница — деревня в Великолукском районе Псковской области России. Входит в состав сельского поселения «Пореченская волость».

## География
Расположена в 2 км к югу от озера Оспля, в 48 км к югу от райцентра Великие Луки и в 8 км к востоку от волостного центра Поречье.

## История
До 2005 года деревня входила в состав ныне упразднённой Урицкой волости.

## Население
| 2001 | 2002 | 2010 |
| ---- | ---- | ---- |
| 2    | ↘0   | →0   |

Численность населения деревни по состоянию на 2000 год составляла 1 житель, на 2010 год — постоянные жители отсутствовали.